# Landfrasova vila
Landfrasova vila s číslem popisným 151 je empírová budova, nacházející se ve městě Jindřichův Hradec. Od roku 1958 patří mezi kulturní památky. Byla vystavěna roku 1827 architektem Josefem Schafferem. Budova sloužila jako vila tiskařské rodiny Landfrasů.

## Popis
Vila se nachází na levém břehu řeky Nežárky s adresou Karlov 151 v Jindřichově Hradci. Budova je jednopatrová v empírovém stylu. Půdorys domu je čtvercový. Vila má valbovou střechu s vikýři. Přízemí vily je členěno na několik pokojů, ze kterých se vstupuje do klenuté chodby, která vede od hlavního vchodu ke vstupu do zahrady. Dva pokoje jsou zde klenuty pruskou a klášterní klenbou, ve zbylých pokojích je keramický strop. V přízemí se též nachází garáž. Na konci chodby na levé straně se vchází do ložnice, po pravé straně je místnost se schodištěm, které vede do prvního patra. V patře se opět nachází několik pokojů s dřevěným plochým stropem, kromě místnosti se schodištěm, která je klenuta pruskou klenbou, a koupelny, která je klenuta klášterní klenbou. Z jednoho přistavěného pokoje se vchází na balkon. Hlavní průčelí domu je dvouúrovňové. Horizontálně je fasáda členěna kordonovou římsou a korunní římsou s hladkými vlysy. Vertikálně je fasáda členěna pilastry. Okna jsou zde tabulková obdélníková, rámovaná šambránou, která je bez výplní a suprafenester. Za vilou se rozprostírá eklektická zahrada, která je stejně jako samotná vila velmi významné architektonické dílo. Na začátku 19. století nebylo zvykem, aby se zahrady inspirované anglickým parkem s romantizujícími prvky a francouzskou zahradou stavěly u měšťanských sídel. Podobné zahrady se budovaly u zámků nebo na panství šlechty. Místní zahrada vycházela z italské terasové zahrady se sala terrenou a giardinettem.

## Historie
Společenský a kulturní život Jindřichova Hradce v 19. století byl úzce spojen s rodinou Landfrasů. V první polovině 19. století to byl Josef Jan Landfras, patřící mezi velmi vlivné měšťany a radní, který koupil tiskárnu a jejím sídlem se stal dům č. p. 18 (věno manželky). Jeho syn tiskař, ale i překladatel a nakladatel Alois Landfras nechal zrenovovat budovu tiskárny na Balbínově náměstí podle návrhu architekta Josefa Schaffera. Původní jednopatrový dům byl přestavěn na dvoupatrový s novou fasádou.
Stavbu rodinné vily se zahradou na Karlově začal Landfras roku 1825 nebo 1826 (zdroje se rozcházejí), je uváděn i rok 1835 (v  zakládací listině ke stavbě), také pod vedením architekta Schaffera. Současně byla mezi lety 1826 až 1839 budovaná rozlehlá zahrada s terasami, altány a množstvím dalších zahradních prvků. Jeho syn Vilém Landfras nechal v zahradě vybudovat kuželník se vchodem přímo do zahrady a byl používán jako „salla terena“.
Vila byla situována do východní části zahrady, stojí částečně na první a na druhé nejnižší terase v mírném svahu. Podobně jako zahrada prošel i dům několika rekonstrukcemi. V roce 1937 proběhla první, při které byla k domu přistavěna ze severozápadní strany obdélníková přístavba pod vedením Matouše Glasera.
V roce 1959 majitelka vily, Marie Jiráčková-Landfrasová nechala budovu rozdělit na tři bytové jednotky. Vchod do zahrady z kuželníku byl v rámci rekonstrukce nahrazen třemi okny a pokoj změněn na ložnici s přístupem z vnitřní chodby.

### Zahrada

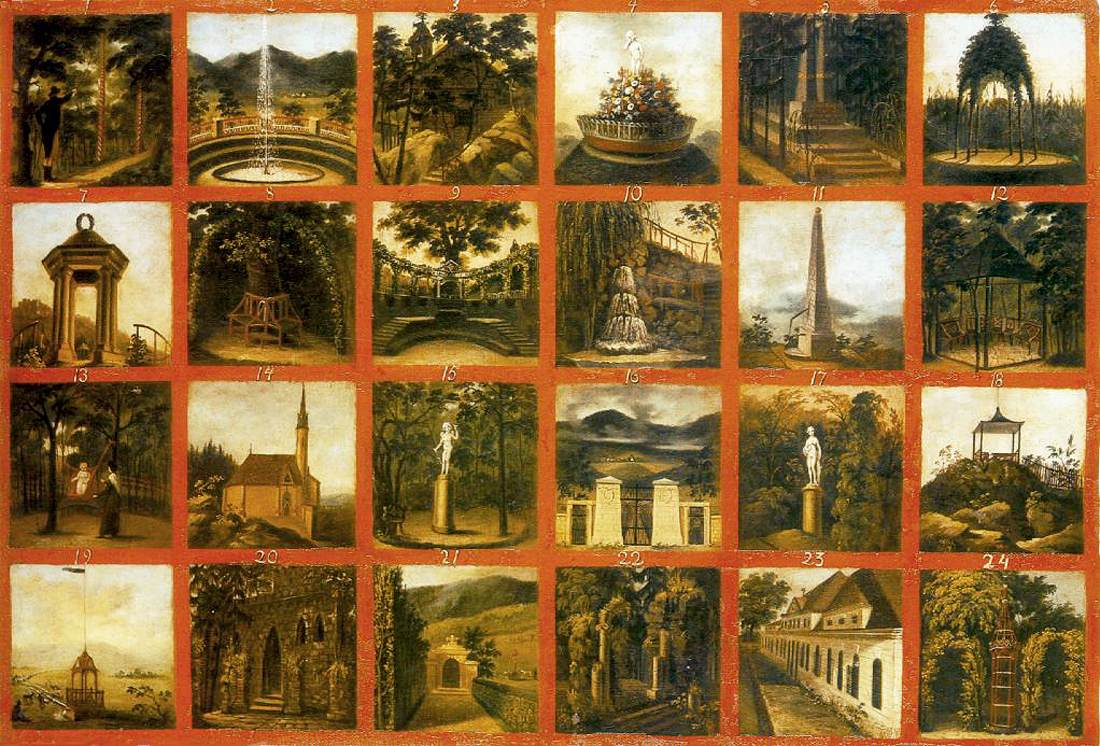
Kresby prvků anglické zahrady

Zahrada za domem o rozloze 0,27 ha se rozkládala na svažitém terénu, který umožnil vybudování teras. V nejníže položené části zahrady stál gotický pavilon s „cestou fuchsií“. Celou délku terasy zdobily žulové sloupky. V nikách zdi a na sloupcích se pěstovaly fuchsie, mezi sloupky a podél zdí bylo vysázeno množství stromů.
K druhé terase a hlavnímu vchodu do vily, vedly dvě schodiště. Byla vybudována jako parter s broderií, byla osázena exotickými rostlinami. Z parteru se vstupovalo na třetí terasu ohraničenou živým plotem. Napravo stála dřevěná besídka, nalevo byl vybudován bazén a kašna. Z dochovaných záznamů je zřejmé, že zde byla hlavní část zahrady s  divadelním pavilonem a zahradním salonkem. Obě stavby byly zničeny při požáru zahrady 21. dubna 1865. Současně byl zničen i kuželník spojený s domem a skleník, postavený na čtvrté terase.

V galerii je několik příkladů, které mohou navodit představu budované zahrady.

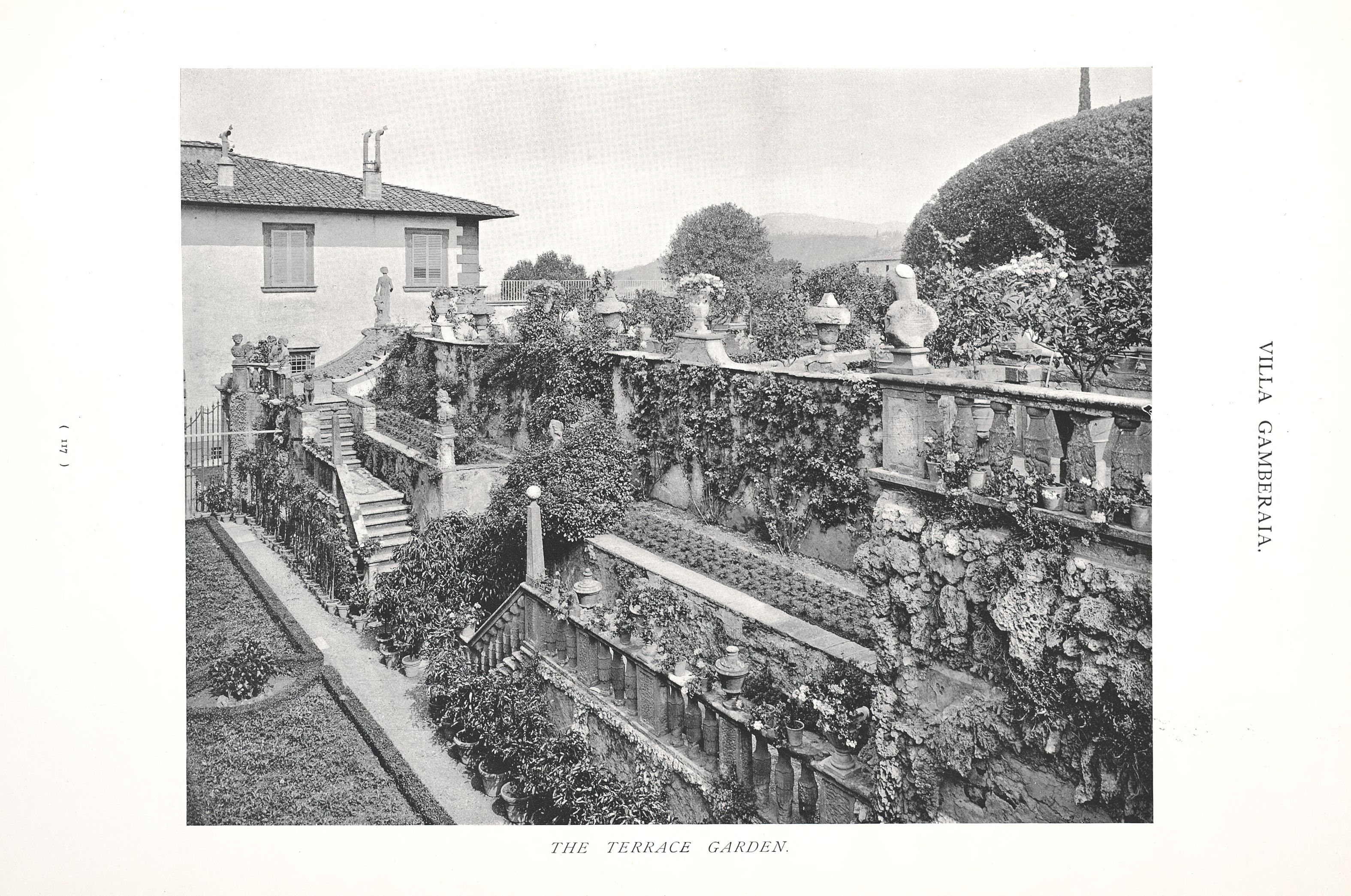
Příklad italské terasovité zahrady
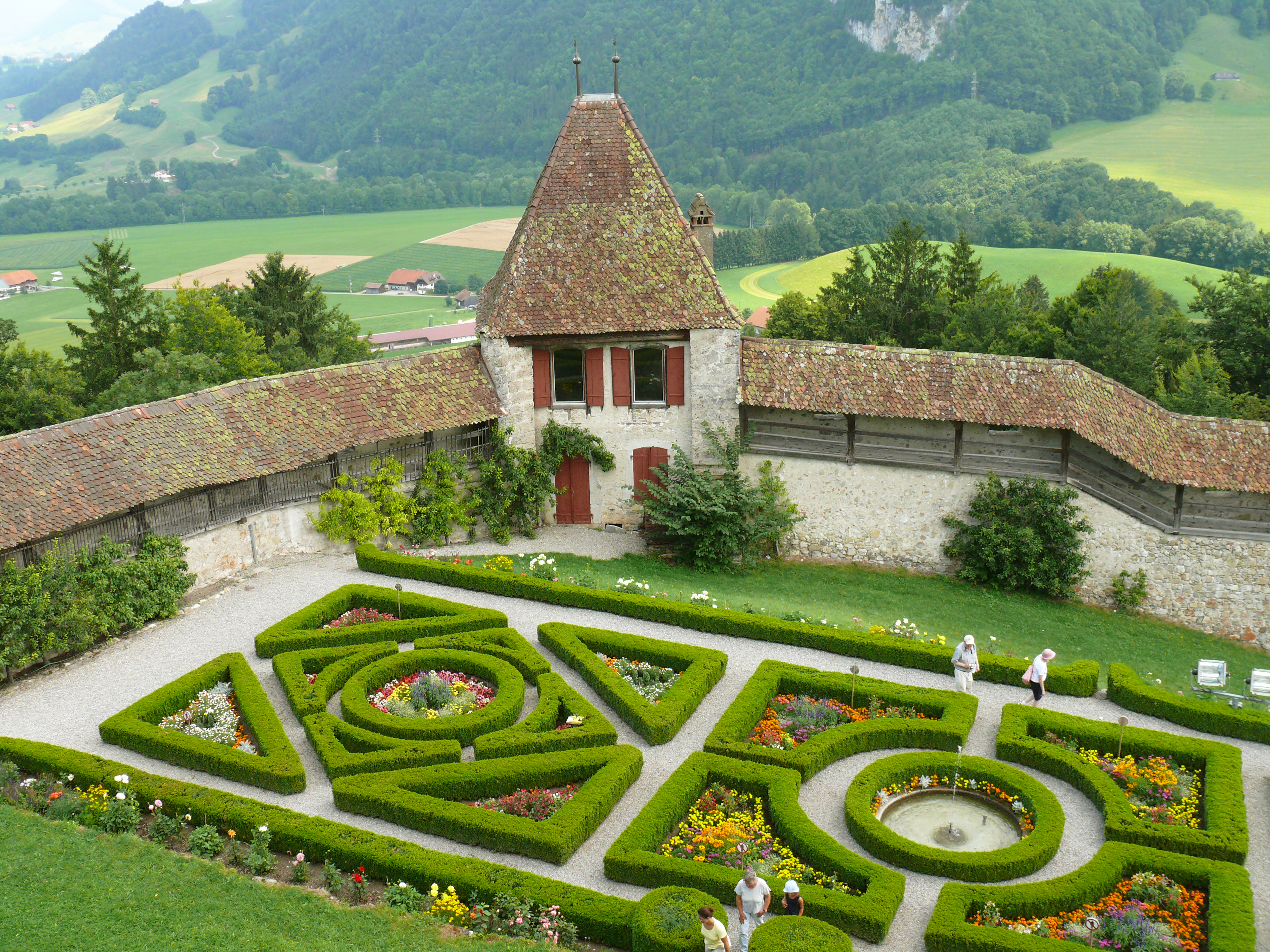
Příklad francouzské zahrady
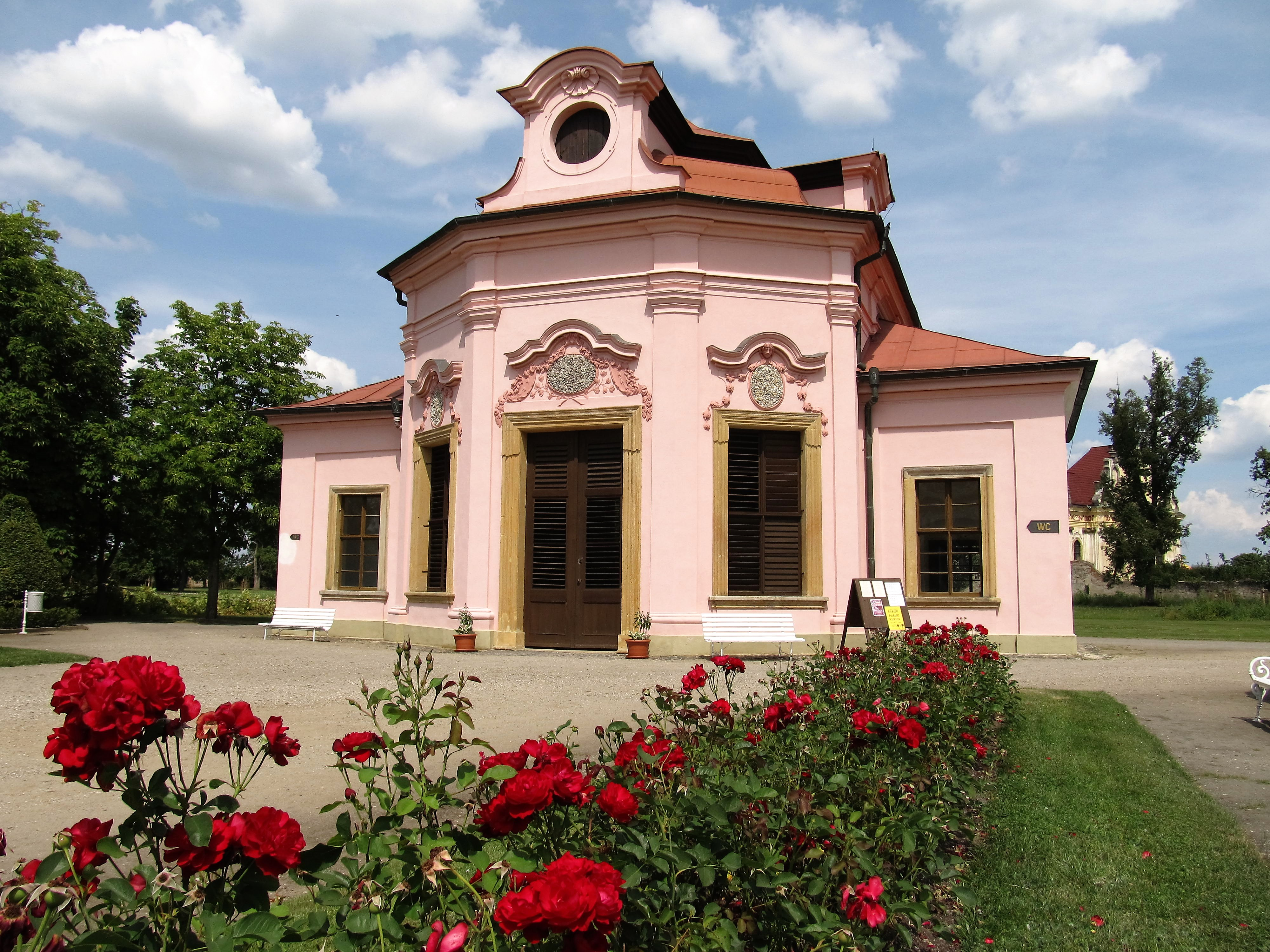
Salla terena, zámek Mnichovo Hradiště
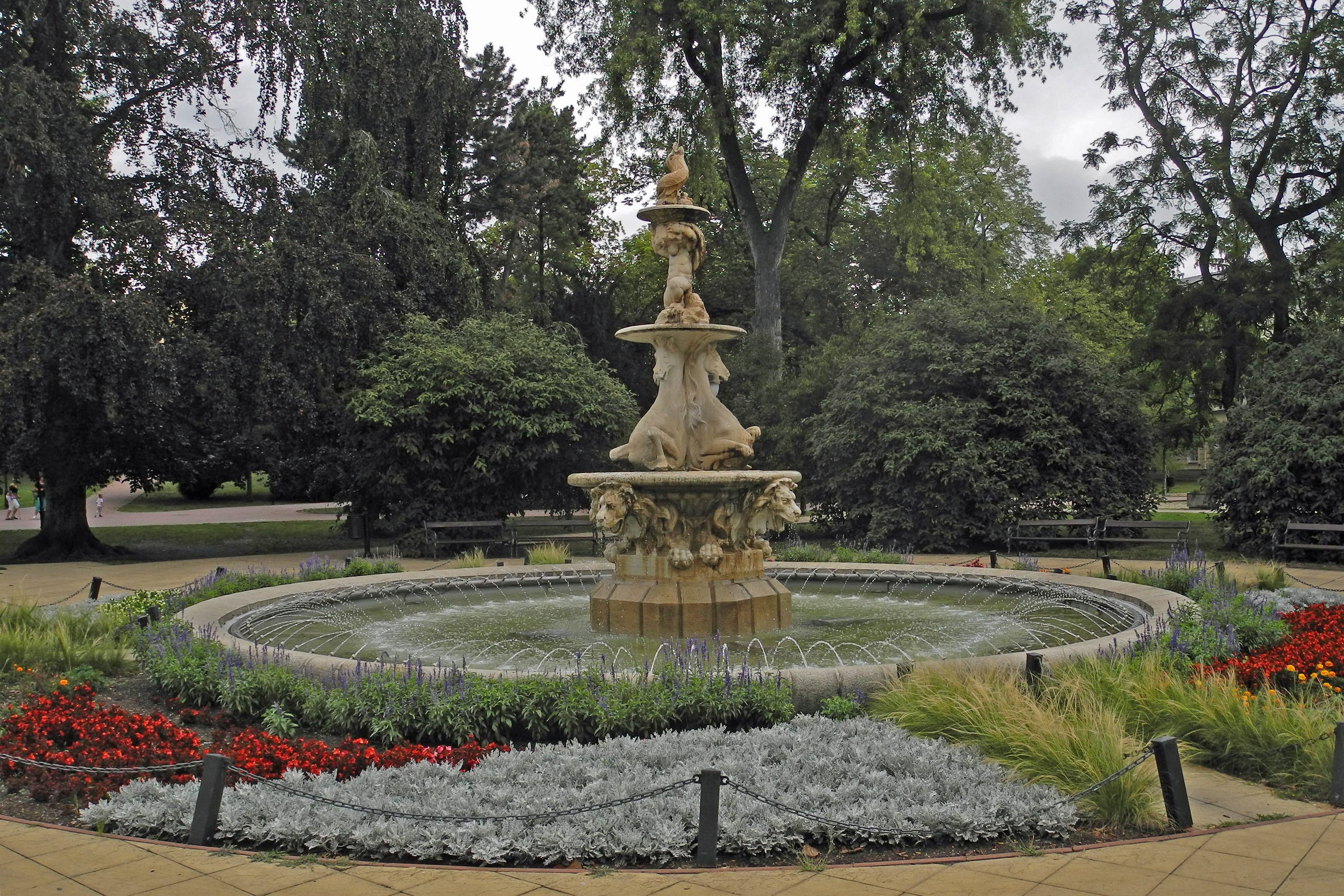
Kašna, sady, Teplice v Čechách
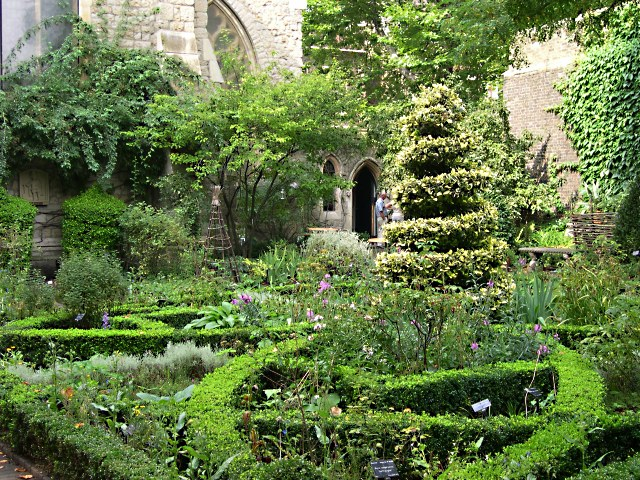
zahrada – 17. století, Muzeum historie zahradnictví, Londýn

V zahradě bylo promyšleně zakomponováno mnoho zdobných prvků evropské zahradní architektury z období 16. až 18. století. Nechyběla například imitace středověké zříceniny, která měla podobu věže, s točitým schodištěm a cimbuřím. Po schodišti se vycházelo na vyšší čtvrtou terasu. Zde byla postavena reprezentativní salla terena, používaná k odpočinku nebo odpolednímu posezení, ale byla zde i malá stavba poustevny s pohybující se figurkou poustevníka a zvonicí.
Obdélníková část zahrady – pátá terasa, zužující se na sever byla přístupná třemi schodišti. Celou její plochu zabíralo giardinetto. Nad ním na poslední terase byl postaven antický pavilon. Byl to zděný zahradní altán napodobující malý antický chrám, doplněný empírovými prvky. Před ním stály dvě velké čínské voliéry. Záhony geometrických tvarů podle vzoru francouzských barokních zahrad byly vysázeny po celé zahradě. Množství soch, ornamentální vázy, ozdobné sloupky na květiny v nádobách dotvářely styl zahrady.
V druhé polovině 19. století se vila se zahradou stala centrem společenského a kulturního dění ve městě. Mezi návštěvníky patřil např. Josef Václav Frič v roce 1843. V roce 1911 trávila léto ve vile u Landfrasů Růžena Svobodová s manželem Františkem Xaverem Svobodou, na návštěvě zde byl i František Xaver Šalda.
Zahrada byla udržována v původní podobě s drobnými úpravami do konce 19. století. Později již byla udržována minimálně, pustla a stavební prvky chátraly a zanikaly.